# Cycas chamaoensis
Cycas chamaoensis — вид голонасінних рослин класу саговникоподібні (Cycadopsida).
Етимологія: від гори Кхао Чамао, типової місцевості і єдиному відомому місці проживання цього виду.

## Опис
Стовбури деревовиді, до 10 м заввишки, 14–28 см діаметром у вузькому місці; 50–120 листків у кроні. Листки темно-зеленого або сіро-зелені, напівглянсові, завдовжки 125–255 см. Пилкові шишки від вузько-яйцевидих до веретеновидих, оранжеві, довжиною 50–60 см, 12–13 см діаметром. Мегаспорофіли 13–18 см завдовжки, від жовто-повстяних до сіро-повстяних. Насіння плоске, яйцевиде, 35–40 мм завдовжки, 30–40 мм завширшки; саркотеста жовта, не вкрита нальотом, товщиною 3 мм.

## Поширення, екологія
Країни поширення: Таїланд. Цей вид росте на повному сонці в ущелинах голих скель, (гранітних) схилах.

## Загрози та охорона
Місцеві жителі збирають рослини для цілей садівництва і вони у великій кількості були видалені з дикої природи. Рослини є в межах англ. Khao Chamao-Khao Wong National Park.